# Hasarius insularis
Hasarius insularis es una especie de arañas araneomorfas de la familia Salticidae.

## Distribución geográfica
Es endémica de la isla de Socotra (Yemen).